# 懷恩亞茲 (佛羅里達州)
懷恩亞茲（英語：Vineyards）是位於美國佛羅里達州科利爾縣的一個人口普查指定地區。

## 地理
懷恩亞茲的座標為26°13′16″N 81°43′44″W / 26.22111°N 81.72889°W，而該地最高點為海拔高度3米（即10英尺）。

## 人口
根據2010年美國人口普查的數據，懷恩亞茲的面積為5.90平方千米，當中陸地面積為5.10平方千米，而水域面積為0.80平方千米。當地共有人口3375人，而人口密度為每平方千米572人。